# 囃子
囃子（はやし）は、四拍子（笛、大鼓、小鼓、太鼓）でもって、謡や能をはやしたてること。
謡に舞人なしで四拍子のみを用いるものを番囃子といい、舞う部分に舞人なしで行う番囃子を居囃子という。ある部分に所作や舞いを加えたものを舞囃子という。
囃子にはほかに、祭で使われる祭囃子、寄席や落語において使われる寄席囃子、長唄舞台のにて使われる囃子がある。楽器の構成は能の囃子とは異なるものもある。

## ギャラリー

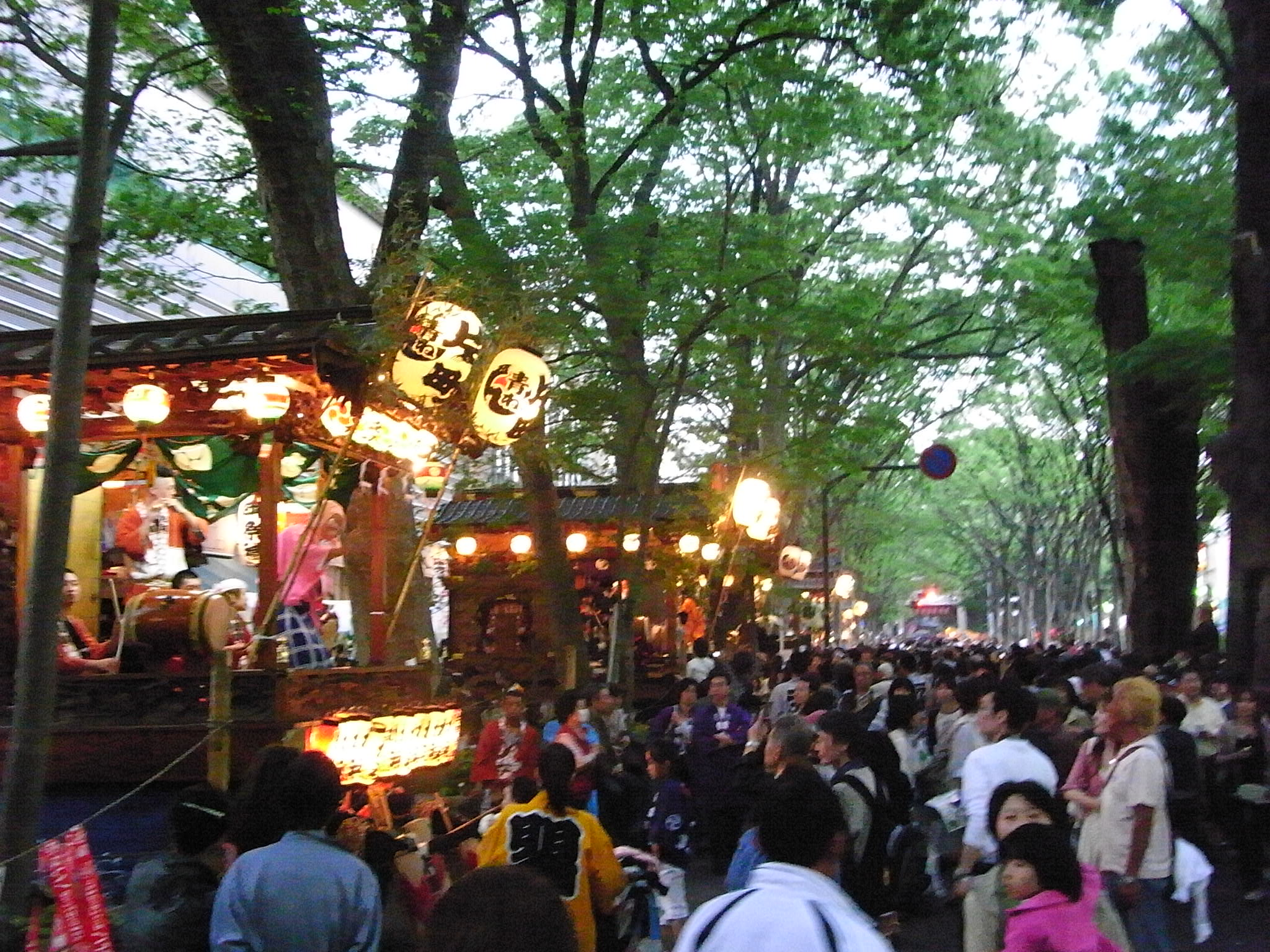
大國魂神社 くらやみ祭（2009年5月3日撮影）
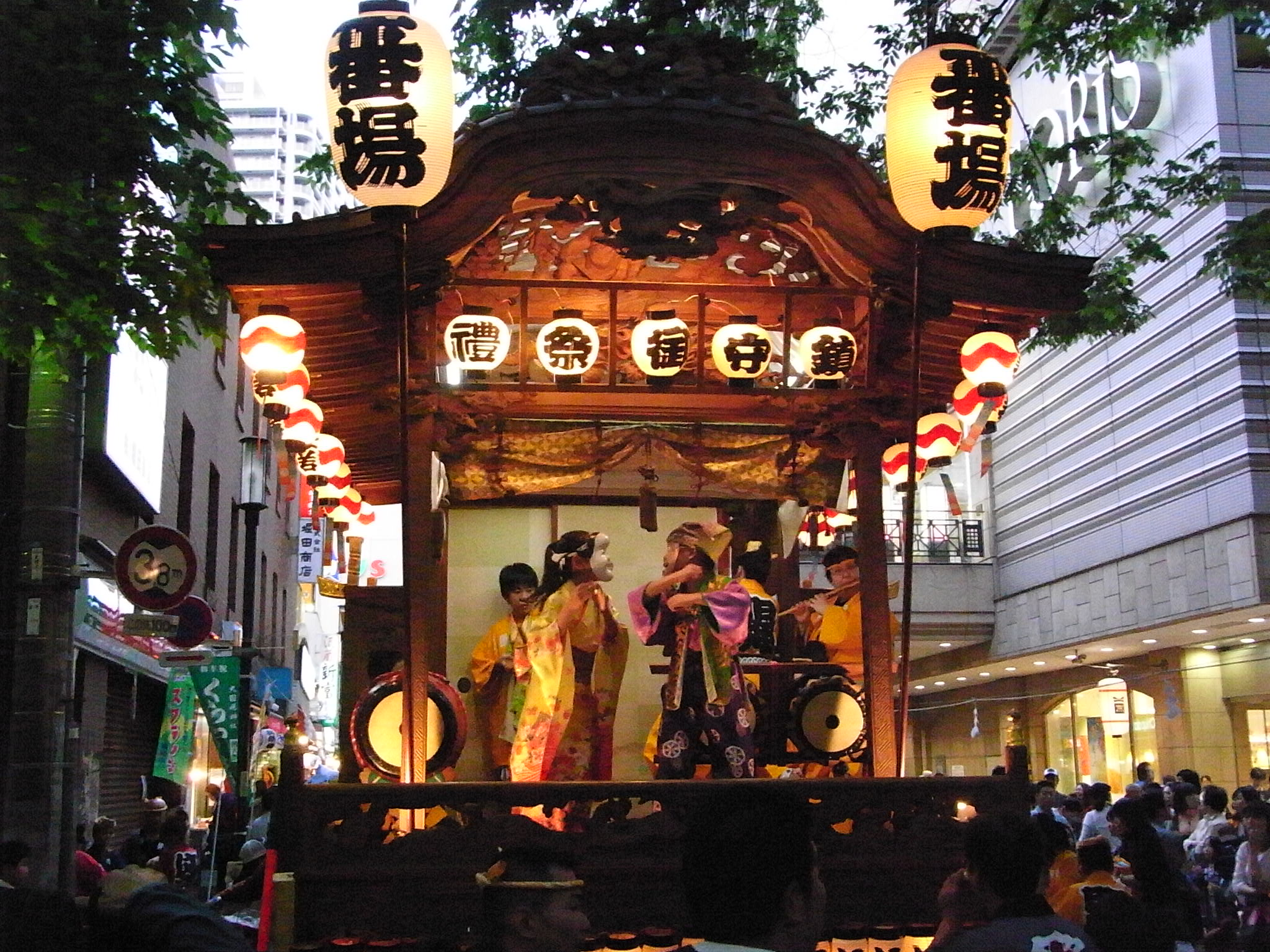
同 お囃子山車（2009年5月3日撮影）
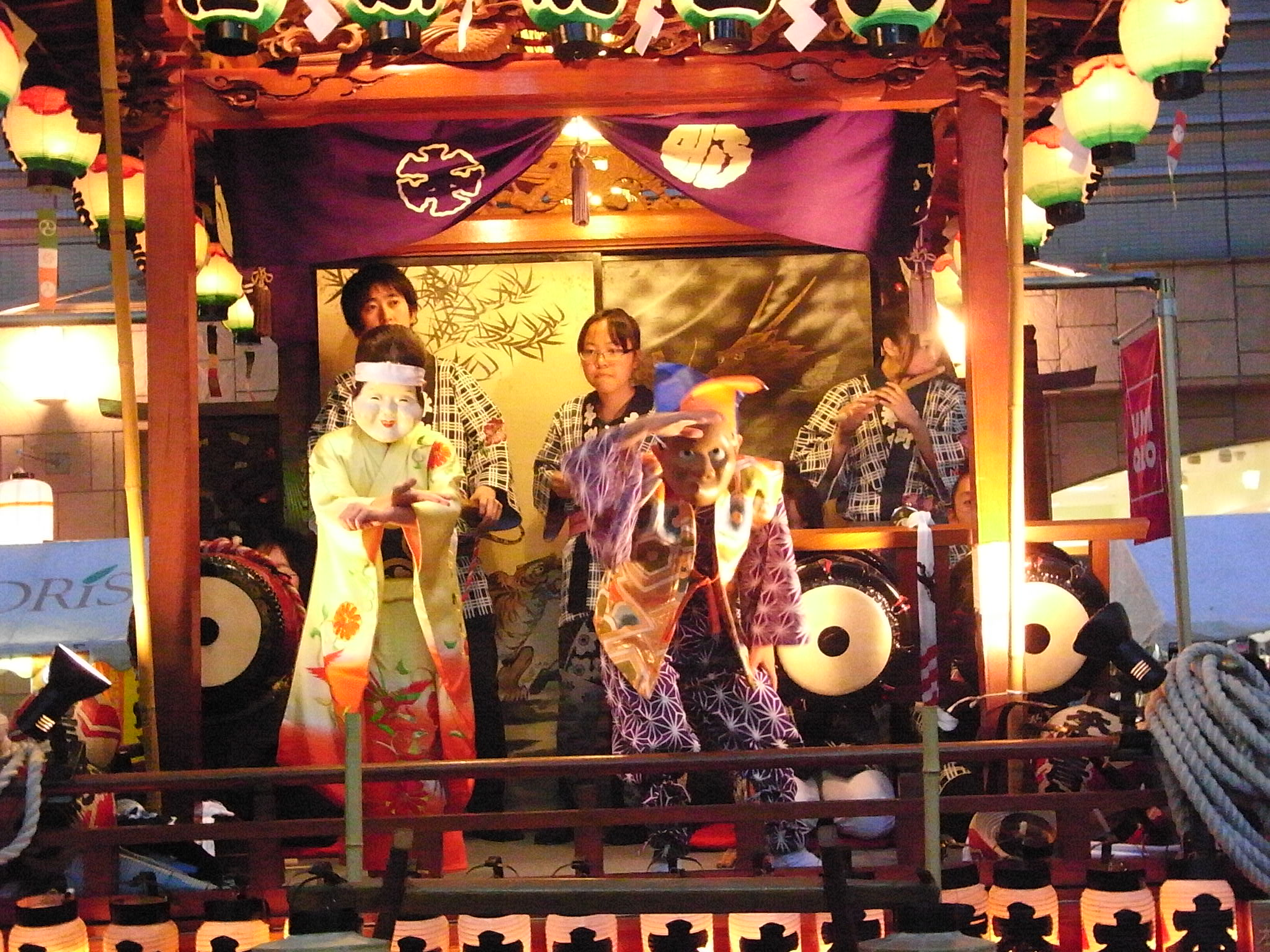
同 お囃子（2009年5月3日撮影）